# 那拉提镇
那拉提镇（維吾爾語：نارات بازىرى‎，拉丁维文：Narat Baziri），是中华人民共和国新疆维吾尔自治区伊犁哈萨克自治州新源县下辖的一个乡镇级行政单位。

## 行政区划
那拉提镇下辖以下地区：
那拉提社区、喀拉奥依村、塔依阿苏村、那拉提村、音塔勒村、英加尔村、阿尔善村、喀拉苏村和阔尔布拉克村。